# Sandon (Essex)
Sandon – wieś w Anglii, w hrabstwie Essex, w dystrykcie Chelmsford. Leży 4 km na południowy wschód od miasta Chelmsford i 51 km na północny wschód od Londynu.